# Вавилов Сергій Іванович
Сергій Іванович Вавилов (12 (24) березня 1891, Москва — 25 січня 1951, Москва) — радянський фізик, засновник наукової школи фізичної оптики в СРСР, академік (1932) і президент Академії наук СРСР (з 1945), лауреат Сталінської премії. Молодший брат М. І. Вавилова, російського вченого-генетика.

## Біографія
Сергій Вавилов народився 12 (24) березня 1891 року в Москві, в сім'ї багатого фабриканта взуття, гласного Московської міської думи Івана Ілліча Вавилова (1863–1928). Вчився у комерційному училищі на Остоженці, потім у Московському університеті (МДУ), який закінчив у 1914 році. Під час Першої світової війни С. І. Вавилов служив у різних інженерних частинах. Так, в 1914 році він добровільно поступив у 25 саперний батальйон Московського військового округу. На фронті Сергій Вавилов закінчив експериментально-теоретичну роботу під назвою «Частоти коливань навантаженої антени». З 1918 року по 1932 рік викладав фізику в МДУ. Паралельно в цей же час завідував відділенням фізичної оптики в інституті фізики і біофізики Наркомздоров'я. У 1929 році став професором. Також викладав в МВТУ ім. Баумана.
У 1932 році Вавилов очолив Фізичний інститут АН СРСР, тоді ж став науковим керівником Державного оптичного інституту.
У 1940 році С. І. Вавилов дізнався про арешт свого брата — М. І. Вавилова. У зв'язку з цим він домігся прийому в Молотова і Берії з метою звільнити брата з-під арешту. Проте, М. І. Вавилов не був звільнений і незабаром помер в Саратовській в'язниці. С. І. Вавилов ще довго не знав про долю рідного брата. Про смерть Миколи він дізнався лише з листа Олега в 1943 році.
Під час Німецько-радянської війни Сергій Вавилов жив в евакуації в м. Йошкар-Олі, де закінчив біографію Ісаака Ньютона, яка була вперше опублікована в 1943 році. Також він став уповноваженим Державного комітету оборони СРСР і керував роботами з розробки нових приладів для озброєння армії.
У 1945 році був обраний президентом АН СРСР, змінивши на цій посаді В. Л. Комарова. 6 березня 1947 увійшов до першого складу вченої ради фізико-технічного факультету МДУ (надалі — МФТІ). Був активним популяризатором науки, ініціатором створення Всесоюзного просвітницького товариства «Знання» і першим головою його правління; багато в чому саме його зусиллями ім'я М. В. Ломоносова утвердилося як символ російської науки, за його пропозицією в структурі АН СРСР був організований Музей М. В. Ломоносова.
У 1938 році обирався депутатом Верховної Ради РСФСР. У 1946 та 1950 роках обирався депутатом Верховної Ради СРСР. Був нагороджений орденом Трудового Червоного Прапора, двічі орденом Леніна і неодноразово Сталінською премією (1943, 1946, 1951, 1952 — посмертно).
З 1932 по 1946 роки проживав в Ленінграді: з 1932 до 1941 року за адресою Біржова лінія, буд. 12; у 1941 році — Біржова лінія, буд. 4, кв. 3; 1945–1946 роки — Біржова лінія, буд. 4.
Помер на 60-му році життя 25 січня 1951 від інфаркту.

## Наукова діяльність
Основним напрямом у науці для Сергія Вавилова було дослідження оптики, зокрема явища люмінесценції. У 1925 році Сергій Вавилов спільно з В. Л. Левшином провів ряд дослідів, в ході яких було виявлено зменшення коефіцієнта поглинання уранового скла при великих інтенсивностях світла. Спостережуваний ефект ліг в основу нелінійної оптики. 
Ввів поняття квантового виходу люмінесценції і досліджував залежність цього параметра від довжини хвилі збуджувального світла (закон Вавилова). Досліджував явище поляризації люмінесценції, став основоположником нового напрямку — мікрооптики, багато зробив для розвитку нелінійної оптики. Разом зі своїм аспірантом П. О. Черенковим у 1934 році відкрив ефект Вавилова — Черенкова (черенковське випромінювання); за це відкриття Черенков в 1958 році, вже після смерті Вавилова, був удостоєний Нобелівської премії.
Серед учнів Сергія Вавилова — доктори фізико-математичних наук Олександр Шишловський, Микола Добротін, Еммануїл Адірович, Сергій Вєрнов, Ілля Франк тощо.

## Видані твори
- Зібрання творів, т. 1-3. — М., 1952—1956.
- Мікроструктура світла. — М., 1950.
- Око і Сонце. — М., 1927, 1932 [2-е вид.], 1938 [3-тє вид.], 1941 [4-е вид.], 1950 [5-е вид.], 195? [6-е вид.], 1956 [7-е вид.], 1961 [8-е вид.], 1976 [9-е вид.], 1981 [10-е вид.], 2006 [перевидання, «Амфора»]. ISBN 5-367-00060-6.
- Ісаак Ньютон (1643—1727). 2 видавництва. — М.-Л., 1945.
- Експериментальні основи теорії відносності. — М.-Л., 1928.
- Ломоносов і російська наука. 2 видавництва. — М., 1947.

## Увічнення імені
- Вулиці в різних населених пунктах держав колишнього СРСР.
- Державний оптичний інститут ім. С. І. Вавилова (Ленінград).
- Золота медаль імені С. І. Вавилова (присуджується щорічно за видатні роботи в галузі фізики). Засновано в 1951 році Президією АН СРСР.
- Науково-дослідне судно «Академік Сергій Вавилов».
- Інститут історії природознавства і техніки ім. С. І. Вавилова РАН (1991).
- Кратер Вавилова на Місяці.